# Бульвар Владимира Высоцкого
Бульва́р Влади́мира Высо́цкого (укр. бульва́р Володи́мира Висо́цького) — бульвар в Деснянском районе города Киева, жилой массив Вигуровщина-Троещина. Пролегает от улицы Николая Закревского до проспекта Червоной Калины.
Примыкает проезд без названия к бульвару Леонида Быкова.

## История
Возник в 1980-е годы под названием Бульвар 2-й. Современное название в честь советского поэта, певца и актёра Владимира Высоцкого — с 1987 года. Бульвар застраивался 10-16-этажными домами в период 1988-1989 годы.

## Застройка
Бульвар пролегает в северо-западном направлении, образовывая дугу.
Непарная и парная стороны бульвара заняты многоэтажной жилой (10-16-этажные дома) застройкой и учреждениями обслуживания — микрорайон № 11 жилого массива Вигуровщина-Троещина.
Учреждения:
1. дом № 3А — школа-детсад Верес
2. дом № 8 — межрайонный кожно-венерологический диспансер № 2 Деснянского района